# Formosotoxotus takaoi
Formosotoxotus takaoi là một loài bọ cánh cứng trong họ Cerambycidae.